# Breda (Girona)
Breda ist eine katalanische Gemeinde mit 3.930 Einwohnern (Stand: 2024) in der Provinz Girona im Nordosten Spaniens. Sie liegt in der Comarca Selva.

## Geographie
Breda liegt am Fuße der Berge von Montseny und Guilleries etwa 37 Kilometer südwestlich von Girona und etwa 52 Kilometer nordöstlich von Barcelona in einer Höhe von ca. 170 m.

## Wirtschaft
Neben landwirtschaftlicher Produktion ist Breda bekannt für seine Keramik.

## Demografie
| 1900 | 1930 | 1950 | 1970 | 1981 | 1991 | 2001 | 2011 | 2021 |
| ---- | ---- | ---- | ---- | ---- | ---- | ---- | ---- | ---- |
| 1380 | 1547 | 1571 | 2713 | 3090 | 3221 | 3408 | 3781 | 3836 |

## Kultur und Sehenswürdigkeiten
- Kloster Sant Salvador (Monestir de Sant Salvador de Breda / Monasterio de San Salvador de Breda), Benediktinerkloster von 1038, 1835 geschlossen
- ehemalige Kirche Santa Maria, heutiges Rathaus
- Annenkapelle (Ermita Santa Anna)

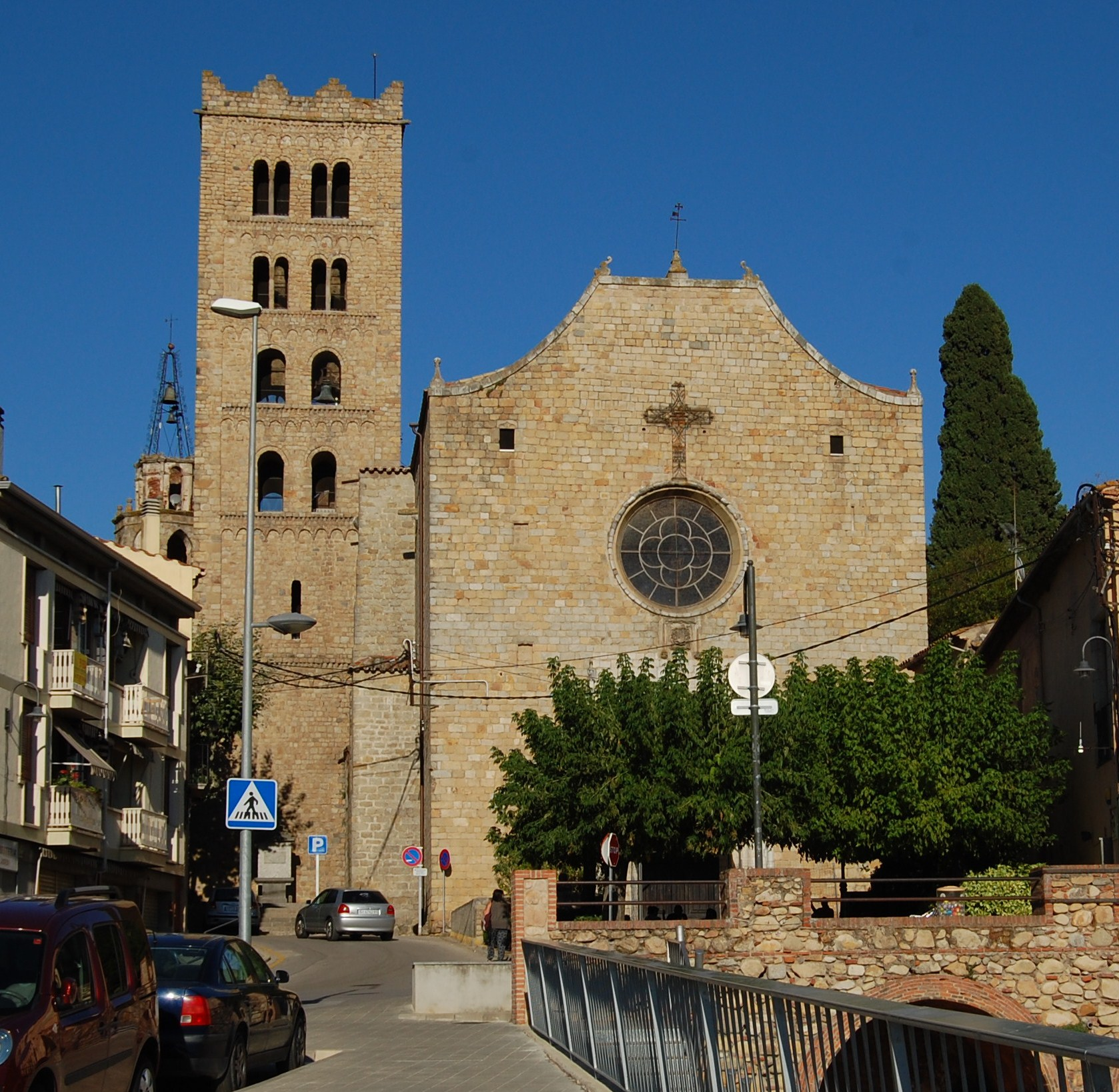
Salvatorkloster
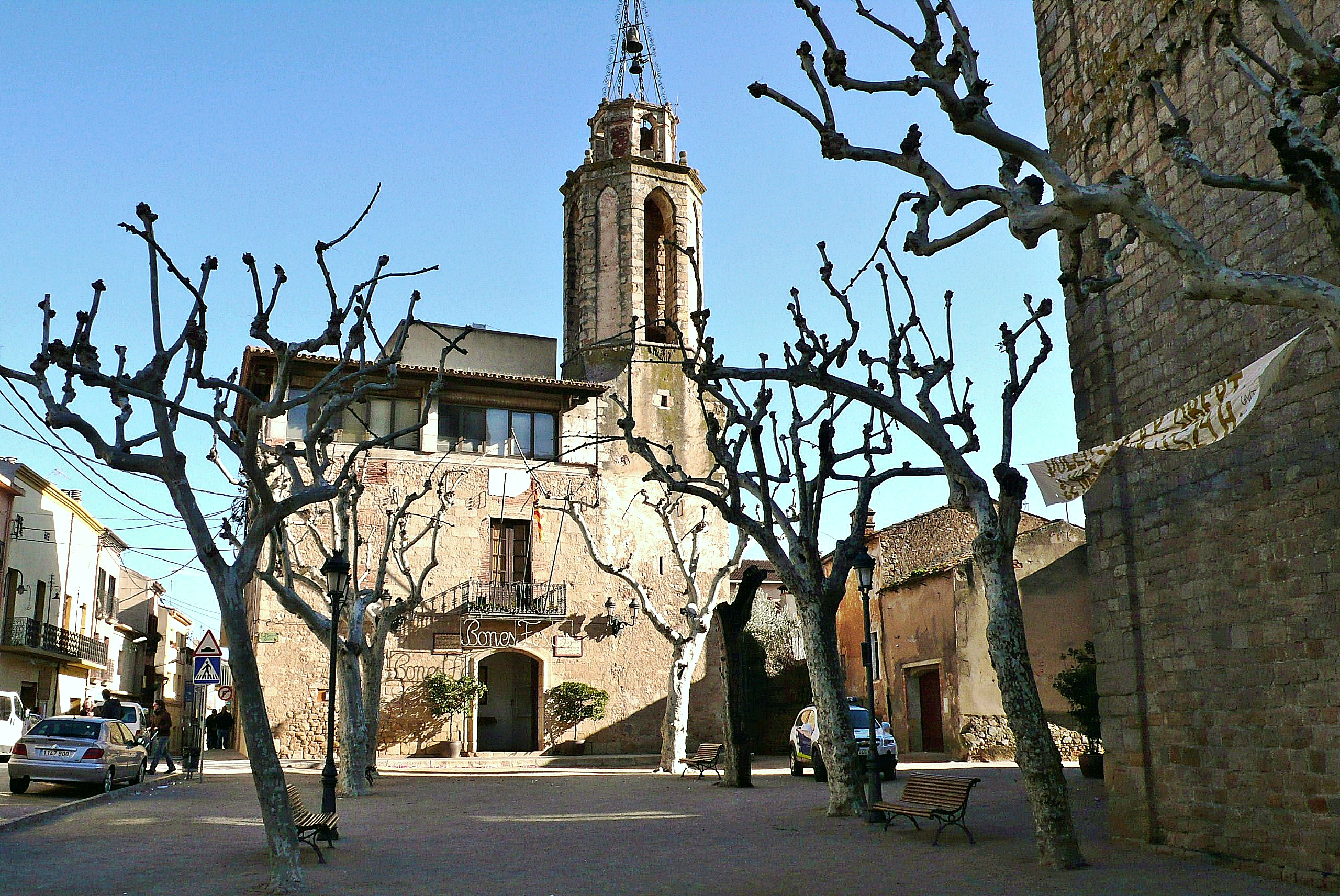
Rathaus, ehemalige Kirche Santa Maria
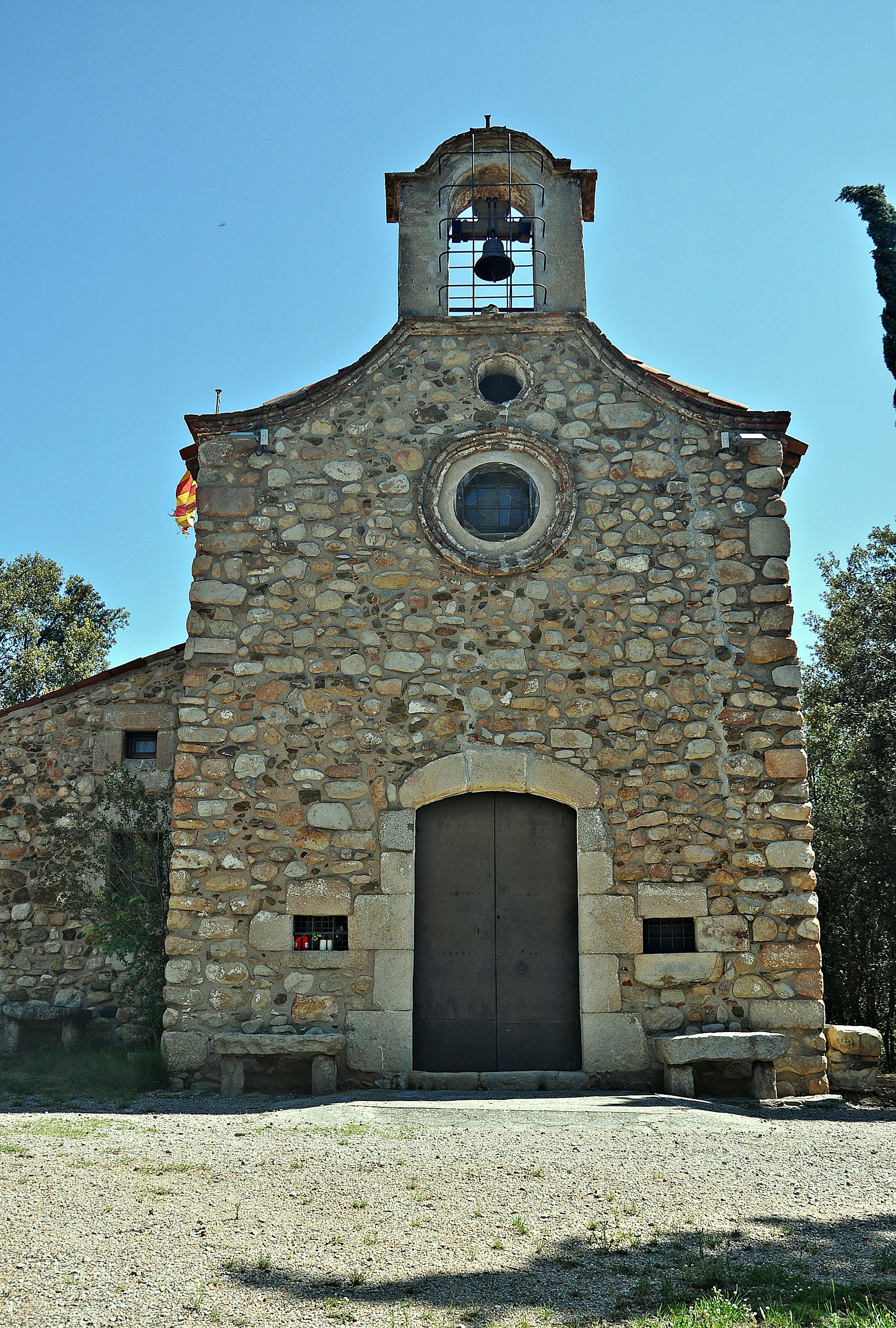
Annenkapelle

## Persönlichkeiten
- Marta Sibina i Camps (* 1973), Politikerin und Mitgründerin der Zeitschrift Cafè amb llet